# UFC Fight Night: Marquardt vs. Palhares
UFC Fight Night: Marquardt vs. Palhares (también conocido como UFC Fight Night 22) fue un evento de artes marciales mixtas celebrado por Ultimate Fighting Championship el 15 de septiembre de 2010 en el Frank Erwin Center, en Austin, Texas.

## Historia
La tarjeta para el evento estuvo plagada de numerosas lesiones, como consecuencia, múltiples peleas potenciales se suspendieron.
Jim Miller y Gleison Tibau estaban programados para pelear en UFC Live: Jones vs. Matyushenko, pero finalmente la pelea se trasladó a esta tarjeta.
El 1 de agosto de 2010, Alan Belcher se retiró de la pelea principal del evento con Demian Maia después de someterse a una cirugía de emergencia ocular. Belcher dijo en su cuenta de Twitter que él comenzó a perder la visión en su ojo derecho.

## Premios extra
Cada peleador recibió un bono de $40,000.
- Pelea de la Noche: Jared Hamman vs. Kyle Kingsbury
- KO de la Noche: Brian Foster
- Sumisión de la Noche: Cole Miller y Charles Oliveira